# Marijana Petir
Marijana Petir, née le 4 octobre 1975 à Kutina (Comitat de Sisak-Moslavina, est une femme politique croate.
Le 25 mai 2014, elle est élue député européen. En 2017, elle est écartée du Parti paysan croate.